# Кодовое имя: «В.Х.А.»
Кодовое имя: «В.Х.А.» или Кодовое название: Жены врагов народа (азерб. Kod adı: "V.X.A." və ya Kod adı "Vətən xainlərinin arvadları") ― спектакль о событиях, произошедших с супругами политзаключенных Азербайджана, репрессированных во время сталинских репрессий.
Премьера спектакля состоялась 17 декабря 2022 года в Азербайджанском государственном театре юного зрителя.

## История
Автором произведения, написанного со ссылкой на исторические и документальные факты, является Мехрибан Алекберзаде.
В спектакле раскрыта жизнь женщин в изгнании, пострадавших от сталинских репрессий в Азербайджане в 1930-е годы. Спектакль посвящён 130-летию со дня рождения Ахмеда Джавада и мыслителей, ставших жертвами репрессий, членам их семей и жён.
Премьера спектакля состоялась 17 декабря 2022 года в Азербайджанском государственном театре юного зрителя.
В спектакле отражена судьба поэтессы Уммугюльсюм, Дильбар Ахундзаде, жены поэта Микаила Мушфига, Шукрии Джавад, жены Ахмеда Джавада, актрисы Памфилии Танаилиди, пианистки Хадиджи Гаибовой, директора Губинской женской семинарии Санубар Эйюбовой, журналиста Медины Гиясбейли, общественных и политических деятелей Джейран Байрамовой, Айны Султановой в ссылке, показаны на основе реальных фактов события, которые с ними происходили.

## Состав спектакля
Творческий персонал
- Художник-конструктор — Мустафа Мустафаев
- Композитор — Азер Гаджиасгарлы
- Художник по свету — Вадим Кусков
- Режиссеры — Нихад Гуламзаде, Гульнар Гаджиева
- Ассистенты режиссера — Гюнай Гасымова, Севда Гаджишамиева[4]

В ролях
- Камала Музаффар — 30024 — Шукрия Джавад
- Лейли Велиева — 2385 — Джейран Байрамова
- Гамар Мамедова — 30037 — Умгульсум Садыхзаде
- Шафаг Алиева — 28965 — Хавар Гараева
- Гюнель Мамедова — 2496 — Айна Султанова
- Гулер Набиева — 30418 — Иззат Вазирова
- Айгюн Фатуллаева — 10506 — Дилбар Ахундзаде
- Сабина Мамедзаде — 30419 — Шавкет Мамедханова
- Ася Атакишиева — 30415 — Тамара Гусейнова
- Ильгара Тосова — 1775 — Зивар Эфендиева
- Зульфия Алгусейнова — 30510 — Панфилия Таналиди
- Мехрибан Абдуллаева — 2239 — Фирангиз Рзаева
- Севиндж Азиз — 29954 — Хадиджа Исмаилова
- Земфира Абдулсамадова — 22482 — Гуллу Джамалбекова
- Конуль Абилова — 30789 — Анна Киселёва
- Нубар Новрузова — 30585 — Ситара Гараева
- Фарида Гурбанова — 30212 — Хадиджа Гаибова
- Депутат Аллахвердиева — 23346 — Криминальный авторитет
- Тахмина Мамедова — 30418 — Мария Пашина
- Ясемен Мамедова — 82185 — Елизавета Горбунова
- Насиба Эльдарова — 30221 — Ковсар Сеидбейли
- Халида Алимамедова — 82231 — Хадиджа Кангарлинская
- Нурия Алиева — 2385 — Гюлара Гадирбекова
- Шабнам Гусейнова — 2334 — Сугра Исазаде
- Симузар Агакишиева — 1314 — Санубер Эйюбова
- Мехрибан Гусейнова — 29997 — Наталья Талыбли
- Ирада Рашидова — 30001 — Марьям Миргадирова
- Гушвар Шарифова — 29998 — Рухия Гурбанова
- Гулбениз Латифова — 29981 — Фируза Эминбейли
- Хусния Ахмедова — 2230 — Медина Гиясбейли
- Хаяла Гасымова — 30610 — Мелек Гадирли
- Зумруд Гулиева — 1746 — Алена Шахова
- Айбениз Гейдарова — 29988 — Наима Мамедова
- Илаха Амирханова — 30073 — Анастасия Гасымова
- Нурана Гусейнова — 30527 — Фарида Саламзаде
- Венера Аббасова — 10222 — Сафура Салимова
- Карам Хадизаде — Газанфар Мусабеков
- Араз Пиримов — Гамид Султанов
- Вахид Алиев — Старый казах
- Хилал Демиров — Мамед
- Бахрам Алигейдар — Орхан
- Анар Сафиев — Шабан
- Нурлан Сулейманлы — Азиз